# The Divine Move
Série
The Divine Move 2: The Wrathful
(2019)
Pour plus de détails, voir Fiche technique et Distribution.
The Divine Move (hangeul : 신의 한 수 ; RR : Sin-ui hansu ; litt. « Le Mouvement divin ») est un film d'action sud-coréen réalisé par Jo Beom-gu et sorti en 2014 en Corée du Sud,,,.
Le titre fait référence à un coup particulièrement brillant au baduk (jeu de Go), considéré comme une expérience « unique dans une vie » et réservée aux meilleurs professionnels du monde, qui permet de se sortir d'une situation délicate et de retourner la partie à son avantage.
Il totalise plus de trois millions et demi d'entrées au box-office sud-coréen de 2014. Un film dérivé, The Divine Move 2: The Wrathful, sort en 2019.

## Synopsis
Tae-seok (Jeong Woo-seong), un joueur professionnel de baduk, perd une partie très importante contre le mystérieux célèbre joueur Sal-soo (Lee Beom-soo), son frère se fait tuer, il est accusé du meurtre et envoyé en prison. Il décide de se venger et s'entraîne avec assiduité. Après avoir purgé sa peine de sept ans d'emprisonnement, il contacte l'ancien associé de son frère, Kkong-soo dit « Tricks » (Kim In-kwon (en)), le maître ermite et aveugle, Joo-nim dit le « Seigneur » (Ahn Sung-ki), et l'habile propriétaire d'une décharge, Mok-su dit le « Charpentier » (Ahn Gil-kang (en)). Ensemble, ils montent un plan pour affronter Sal-soo et ses hommes. Tae-seok s'infiltre progressivement dans le cercle de jeu de Sal-soo et élimine ses hommes un par un en tentant de leur infliger le maximum de souffrances pour la mort de son frère. Mais Sal-soo découvre la véritable identité de Tae-seok et l'affronte dans une ultime partie qui scellera le destin des deux hommes.

## Fiche technique
- Titre original : 신의 한 수
- Titre international : The Divine Move
- Réalisation et scénario : Jo Beom-gu
- Scénario : Yoo Seong-hyeob
- Photographie : Kim Dong-young
- Production : Park Mae-hee et Yoo Jeong-hoon
- Société de production : Showbox
- Société de distribution : Showbox et Mediaplex
- Pays d’origine :  Corée du Sud
- Langue originale : coréen
- Format : couleur
- Genre : action
- Durée : 118 minutes
- Date de sortie :
  -  Corée du Sud : 2 juillet 2014

## Distribution
- Jeong Woo-seong : Tae-seok[6]
- Lee Beom-soo : Sal-soo
- Ahn Sung-ki : Joo-nim (« Seigneur »)
- Kim In-kwon (en) : Kkong-soo (« Tricks »)
- Lee Si-young : Bae-kkob (« Nombril »)[7]
- Ahn Gil-kang (en) : Mok-su (« Charpentier»)
- Lee Do-kyeong : Maître Wang
- Choi Jin-hyeok : Seon-soo (« Joueur »)[8]
- Jeong Hae-kyeon : Adari
- Ahn Seo-hyeon : Ryang-ryang
- Kim Myung-soo : le grand frère de Tae-seok
- Hwang Choon-ha : le laquais bossu
- Lee Il-seop : Maître Noh
- Kim Se-dong : Maître Lee
- Kim Joo-myeong : le champion chinois
- Lee Yong-nyeo : « Queue ouverte »
- Yoo Soon-cheol : le chef de 70 ans
- Hong Seong-deok : le tailleur professionnel
- Park Ji-hoon : le général intérimaire
- Yoon Hee-cheol : l'ancien
- Kim So-jin (en) : Young-sook
- Yoo Jae-sang : le neveu de Tae-seok
- Choi Il-hwa (en) : le parrain de la mafia
- Kim Hong-pa : le gardien de prison
- Kwon Tae-won : le président de Soft touch
- Bae Seong-woo (en) : le joueur de mah-jong